# Lonato del Garda
Lonato del Garda är en ort och kommun i provinsen Brescia i regionen Lombardiet i Italien. Kommunen hade 16 725 invånare (2018).